# فيل غوردون (كاتب)
فيل غوردون (بالإنجليزية: Phil Gordon)‏ هو لاعب الجسر ‏ وكاتب أمريكي، ولد في 6 يوليو 1970 في إل باسو في الولايات المتحدة.

## وصلات خارجية
- فيل غوردون على موقع IMDb (الإنجليزية)
- فيل غوردون على موقع إن إن دي بي (الإنجليزية)
- فيل غوردون على موقع قاعدة بيانات الفيلم (الإنجليزية)